# Маминская
Маминская — река в России, протекает по Котласскому району Архангельской области. Длина реки составляет 11 км.
Начинается в лесу, течёт по нему же в юго-восточном направлении, в низовьях поворачивает на юг. Протекает между деревнями Большая Маминская и Малая Маминская. Устье реки находится в 14 км по левому берегу реки Реваж.

## Данные водного реестра
По данным государственного водного реестра России относится к Двинско-Печорскому бассейновому округу, водохозяйственный участок реки — Северная Двина от впадения реки Вычегда до впадения реки Вага, речной подбассейн реки — Северная Двина ниже места слияния Вычегды и Малой Северной Двины. Речной бассейн реки — Северная Двина.
Код объекта в государственном водном реестре — 03020300112103000025391.